# Drosera paradoxa
 (mai 2010).
Si vous disposez d'ouvrages ou d'articles de référence ou si vous connaissez des sites web de qualité traitant du thème abordé ici, merci de compléter l'article en donnant les références utiles à sa vérifiabilité et en les liant à la section « Notes et références ».
Espèce
Classification phylogénétique
Drosera paradoxa, aussi appelé Rossolis paradoxal, est une espèce de plante carnivore de la famille des Droseraceae poussant dans les milieux tropicaux du nord de l´Australie. Elle se cultive comme plante de collection et a une allure générale de hérisson.

## Systématique

### Histoire et Étymologie
L'espèce fut découverte et étudiée par Allen Lowrie entre 1993 et 1997, qui l'a nommée en raison du paradoxe créé par la présence dans certaines zones de plants annuels et par des tiges plus ligneuses plus anciennes en d'autres endroits. Elle fut décrite dans le journal scientifique Nuytsia en 1997.

### Taxonomie
Elle appartient au complexe petiolaris regroupant les 13 espèces australiennes de la section Lasiocephala des Droseras (14 espèces au total). 

## Description

### Appareil végétatif
Drosera paradoxa est une plante herbacée vivace terrestre. C'est un petit drosera dont les feuilles sont émises d'une rosette centrale chez les jeunes plants. Au cours de son évolution, une tige ligneuse érigée pouvant atteindre 30 cm de long et 1,5 mm de diamètre est créée. La rosette se trouve au bout de cette tige. 
Seule la partie terminale de la tige est active et forme une rosette d'où sont émises les feuilles. Sous cette rosette, les restes de feuilles sont secs et morts. 
Les feuilles ressemblent à de petits disques recouverts de poils gluants et sont soutenues par un fin pétiole. De la rosette partent les pétioles dont chacun supporte une feuille à son extrémité. Les pétioles sont droits, fins (0,4-0,6 mm à la base, 0,2-0,4mm au centre et 0,1-0,15 mm à la lamina), d'une longueur de 2 à 3,5 cm. Les plus jeunes feuilles sont émises à la verticale de la rosette, et se penchent jusqu'à l'horizontale vers l'extérieur en vieillissant donnant l'aspect général de hérisson à la plante.
Le limbe (feuille à proprement parler) est quasi circulaire, d'un diamètre d'environ 3 mm. La majorité des poils avec glandes piégeantes sont positionnés sur la face supérieure (adaxiale), alors que la face dorsale (abaxiale) n'est que clairsemée d'un duvet de fins poils blancs, aussi présent sur les pétioles, la hampe florale et les sépales.
Les racines sont fibreuses.

### Appareil reproducteur

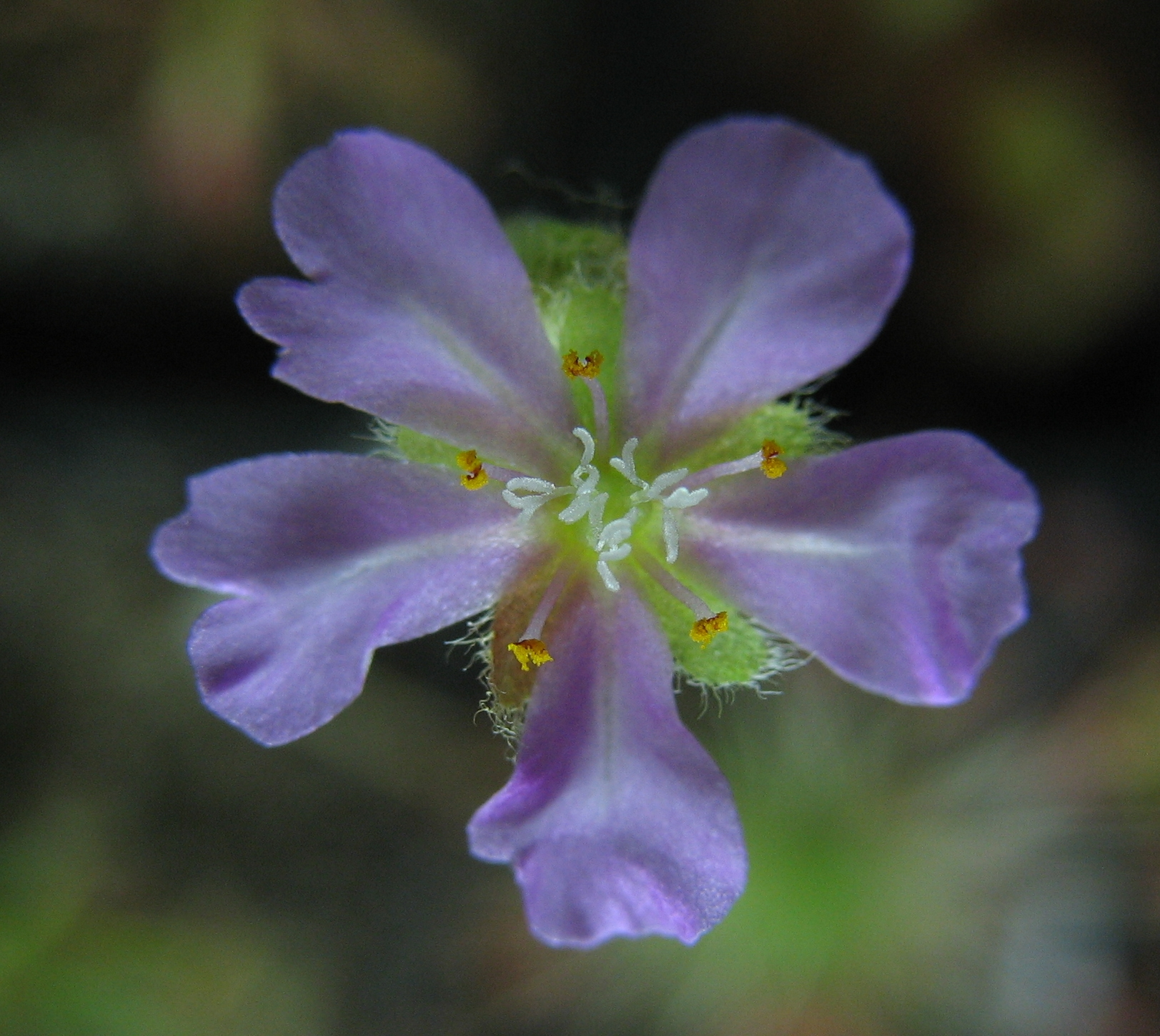
Fleur de Drosera paradoxa.

De une à cinq hampes florales sont émises depuis la base de la rosette. Elles ont une hauteur de 20 à 40 centimètres et sont couvertes de duvet. La hampe se déroule en grandissant, donnant naissance à une grappe chargée de 50 à 70 fleurs alignées sur la tige. La fleur, dont les pétales de forme ovoïde sont de couleur rose ou blanche, avec éventuellement un centre rouge, a une envergure totale d'environ deux centimètres.

## Origine et milieux naturels
Drosera paradoxa pousse dans le Nord de l´Australie, dans la zone du massif de Kimberley et le Nord du Territoire du Nord. Elle se développe au bord de rivières dans des sables silteux et dans les fissures du grès. Le climat y est tropical avec deux saisons, humide de novembre à avril et sèche de mai à octobre. Pendant la saison sèche, le temps est chaud et ensoleillé. Il y a très peu de précipitations entre mai et septembre. Les mois les plus frais sont juin et juillet où la température minimale peut descendre à 14 °C, mais rarement plus bas. La plante entre alors en période de repos. La saison humide est caractérisée par de fortes pluies de mousson avec de fortes crues pouvant noyer l'habitat de la plante. Un fort taux d'humidité dans l'air est présent.
Elle n'est pas en danger de disparition dans son milieu naturel.

## Culture
La plante doit être cultivée dans un endroit relativement chaud (20 °C minimum). Elle supporte, voire apprécie les fortes chaleurs jusqu'à 40 °C. Comme la plupart des Droseras, elle apprécie une très forte luminosité. En hiver, un apport de lumière artificielle est recommandé. 
Elle apprécie les atmosphères humides et se cultive mieux en serre (de 70 à 90 % d'humidité), mais peut toutefois être habituée à une plus faible humidité de l'air (jusqu'à 50 %) afin d'être cultivée à hygrométrie ambiante.
Le substrat est composé d'un mélange standard pour plante carnivores (tourbe, sphaigne, écorces, fibre de coco, vermiculite, perlite), mais avec addition d'un fort pourcentage de sable quartzique. En effet, la plante se développe sur les bords sableux de rivières saisonnières.
Comme toutes les plantes carnivores, il faut l'arroser à l'eau déminéralisée. Pendant la période active, la plante doit toujours avoir les pieds dans l´eau et le substrat ne jamais sécher. Pendant la période de repos, il faut espacer les arrosages et ne pas laisser d'eau dans la coupelle. Si l'on veut respecter le cycle naturel de la plante, on peut provoquer une période de repos à plus faible température (15−20 °C), avec un arrosage très léger. À noter que la luminosité doit tout de même rester importante.
Il existe une polémique sur la coupe ou non des hampes florales pour Drosera paradoxa. Il semble que chez certaines souches, la floraison soit un effort trop intense qui tuerait la plante. La coupe de la hampe florale est donc souvent recommandée pour ne pas fatiguer voir tuer la plante. Plusieurs cultivateurs témoignent cependant d´une bonne santé de la plante même avec plusieurs hampes florales. Par sécurité, il convient donc de couper les hampes provoquée par un stress (lors de l'achat de la plante, ou de son rempotage par exemple), et de ne tenter de laisser pousser la fleur qu'après une saison de bonne condition.